# "Heroes"
Pour les articles homonymes, voir Heroes (homonymie).
Albums de David Bowie
Low
(1977) Stage
(1978)
Singles
1. "Heroes"
Sortie : 23 septembre 1977
2. Beauty and the Beast
Sortie : 6 janvier 1978

"Heroes" est le douzième album studio de David Bowie, sorti en 1977, et le deuxième de sa trilogie berlinoise, entre Low et Lodger.

## Histoire
L'album enregistré à Berlin-Ouest est considéré comme le plus représentatif de cette période : des chansons sont en langue allemande, qui plus est, une claire référence au mur de Berlin figure dans les paroles de la chanson "Heroes".
La chanson-titre existe en trois versions dans la 2e partie de la chanson : la version officielle en anglais, une version en français sur la version française de l'album et une troisième en allemand, Helden (« héros » en allemand), sur la version allemande de l'album.
L'album atteignit la troisième place du classement des meilleures ventes au Royaume-Uni et la 35e aux États-Unis. Dans le monde, l'album s'est vendu à 2,3 millions d'exemplaires.
En 1996, le compositeur de musique minimaliste Philip Glass s'inspire à nouveau de Bowie — qui à l'époque de la composition de cet album emprunte au mouvement minimaliste que lui a fait découvrir Brian Eno — pour composer sa Quatrième Symphonie.
Il est cité dans la liste des 1001 albums qu'il faut avoir écoutés dans sa vie de Robert Dimery.

## Titres

### Album original
Toutes les chansons sont écrites et composées par David Bowie, sauf indication contraire.
| 1. | Beauty and the Beast   |                        | 3:32 |
| 2. | Joe the Lion           |                        | 3:05 |
| 3. | "Heroes"               | David Bowie, Brian Eno | 6:07 |
| 4. | Sons of the Silent Age |                        | 3:15 |
| 5. | Blackout               |                        | 3:50 |

| 6.  | V-2 Schneider             |                                       | 3:10 |
| 7.  | Sense of Doubt            |                                       | 3:57 |
| 8.  | Moss Garden               | David Bowie, Brian Eno                | 5:03 |
| 9.  | Neuköln                   | David Bowie, Brian Eno                | 4:34 |
| 10. | The Secret Life of Arabia | David Bowie, Brian Eno, Carlos Alomar | 3:46 |

### Rééditions
En 1991, "Heroes" a été réédité au format CD par Rykodisc/EMI avec deux chansons supplémentaires.
| 11. | Abdulmajid (inédite, enregistrée entre 1976 et 1979) | David Bowie, Brian Eno | 3:40 |
| 12. | Joe the Lion (version remixée en 1991)               |                        | 3:08 |

## Musiciens
- David Bowie : chant, chœurs, claviers, Chamberlin, guitares, saxophone, koto, tambourin, production
- Brian Eno : synthétiseurs, claviers, traitement des guitares
- Robert Fripp : guitare solo
- Carlos Alomar : guitare rythmique
- George Murray : basse
- Dennis Davis : batterie, percussions
- Tony Visconti : percussions, chœurs, production
- Antonia Maass : chœurs

## Classements et certifications

### Classements hebdomadaires
| Classement (1977-78)          | Meilleure place |
| ----------------------------- | --------------- |
| Royaume-Uni (UK Albums Chart) | 3               |
| France (SNEP)                 | 19              |
| États-Unis (Billboard 200)    | 35              |
| Norvège (VG-lista)            | 13              |
| Nouvelle-Zélande (RIANZ)      | 15              |
| Pays-Bas (Mega Album Top 100) | 3               |
| Suède (Sverigetopplistan)     | 13              |
| Autriche (Ö3 Austria Top 40)  | 22              |

| Classement (2016)            | Meilleure place |
| ---------------------------- | --------------- |
| Australie (ARIA)             | 42              |
| Autriche (Ö3 Austria Top 40) | 19              |
| France (SNEP)                | 46              |
| France (SNEP Back catalogue) | 5               |
| Italie (FIMI)                | 38              |

### Certifications
| Pays              | Certification | Ventes certifiées |
| ----------------- | ------------- | ----------------- |
| Royaume-Uni (BPI) | Or            | 100 000           |